# Гадкий я 2
«Гадкий я 2» (англ. Despicable Me 2) — американский комедийный компьютерный мультфильм студии Illumination Entertainment, сиквел комедийного мультфильма «Гадкий я» и второй фильм в одноименной франшизе. Режиссерами мультфильма стали Крис Рено и Пьер Коффен. К озвучиванию ролей из предыдущего фильма вернулись Стив Карелл (Грю), Кристен Уиг (Люси, ранее озвучивала мисс Хэтти), Рассел Брэнд (доктор Нефарио) и Миранда Косгроув (Марго); к ним присоединились Бенджамин Брэтт (Эль Мачо) и Стив Куган (Сайлас Найспопс). 
Премьера состоялась 3 июля 2013 года, в СНГ — 15 августа 2013 года. Фильм получил положительные отзывы, в особенности, за юмор и анимацию, и был номинирован на два Оскара, а также получил множество других наград. Фильм заработал 900 миллионов долларов и стал 3-м самым кассовым фильмом 2013 года и самым прибыльным фильмом для дистрибьютора Universal Pictures на тот момент. Сингл Фарелла Уильямса Happy с саундтрека мультфильма стал мировым хитом.

## Сюжет
Грю, отказавшийся от деятельности суперзлодея, зарабатывает производством джемов и желе. Вскоре Антизлодейская Лига (АЗЛ) просит у него помощи в расследовании дела о похищении из Арктики исследовательской лаборатории, в которой проводились опыты с сывороткой PX-141, способной превратить любое живое существо в машину для убийств. Поначалу Грю отказывается, но вскоре соглашается работать с АЗЛ. Его напарницей становится агент Лиги Люси Уайлд, к которой Грю поначалу относится холодно, но постепенно начинает испытывать тёплые чувства.
Они отправляются работать под прикрытием в кондитерскую в торговом центре «Парадиз». Однажды к ним заходит владелец ресторана «Сальса и Сальса» Эдуардо Перец, в котором Грю узнаёт некогда известного суперзлодея Эль Мачо, по слухам погибшего в результате взрыва ракеты в жерле вулкана. Ночью Грю и Люси проникают в ресторан Перца, но ничего там не находят. На следующий день он отправляется на поиски сыворотки в магазин париков и обнаруживает их там. Чуть позже Грю приходится пойти на свидание вслепую в ресторан с очень противной блондинкой Шеннон. За столом она замечает, что на Грю надет парик, и пытается его снять, но случайно оказавшаяся рядом Люси вовремя спасает его от разоблачения, выстрелив в Шеннон дротиком со снотворным для лосей. После этого случая Грю и Люси становятся ближе друг к другу. АЗЛ арестовывает владельца магазина Флойда Лысыйсана и закрывает дело. В связи с этим Люси отправляют в Австралию, что сильно расстраивает Грю.
Грю вместе с девочками приезжает к Эдуардо на праздник сальсы. Он решает проследить за Эдуардо и попадает на его злодейскую базу. Оказывается, что Эдуардо — это Эль Мачо, который на самом деле инсценировал свою смерть. Грю встречает Нефарио, ранее уволившегося от него из-за отсутствия перспектив, и пленённых Эль Мачо миньонов, которые под воздействием PX-141 превратились в мутантов с фиолетовой кожей. Эль Мачо предлагает Грю вместе завоевать мир, но тот отказывается и уходит. Вернувшись домой, он видит, как ему по видеосвязи звонит Нефарио, который рассказывает о том, что Эль Мачо узнал про работу с АЗЛ и похитил Люси. Грю вместе с двумя миньонами отправляется её спасать.
Добравшись до места назначения, Грю перекрашивает миньонов в фиолетовый цвет и пытается вместе с ними проникнуть на базу под предлогом того, что они взяли его в плен. У одного из миньонов стирается краска, и их раскрывают. Когда мутировавшие миньоны загоняют их в угол, на помощь приходят Нефарио, девочки и незаражённые миньоны, которые обстреливают заражённых из пушек, заряженных противоядием, которое Нефарио смешал с неудачным желе. Грю берёт две пушки с противоядием и направляется к Эль Мачо, который показывает ему привязанную к ракете Люси и сообщает, что собирается запустить её в жерло вулкана, где он сымитировал свою смерть, но один из миньонов выхватывает пульт управления из его рук.
Эль Мачо сам выпивает сыворотку и превращается в фиолетового гиганта, однако Грю удаётся его победить при помощи помады-шокера. Грю забирается на ракету и пытается развязать Люси, но Курито, курица Эль Мачо, клювом нажимает кнопку на пульте и запускает ракету. За несколько секунд до падения в кратер Грю удаётся развязать Люси, и они вместе прыгают в море. Спустя некоторое время Грю женится на Люси.

## Роли озвучивали
| Персонаж                 | Озвучивание      |
| ------------------------ | ---------------- |
| Грю                      | Стив Карелл      |
| Эдуардо Перец / Эль Мачо | Бенджамин Брэтт  |
| Люси Уайлд               | Кристен Уиг      |
| Миньоны                  | Пьер Коффен      |
| доктор Нефарио           | Расселл Бренд    |
| Флойд Лысыйсан           | Кен Джонг        |
| Марго                    | Миранда Косгроув |
| Эдит                     | Дэна Гайер       |
| Агнес                    | Элси Фишер       |
| Сайлас Найспопс          | Стив Куган       |
| Антонио Перец            | Мойзес Ариас     |
| Джиллиан                 | Насим Педрад     |
| Шэннон                   | Кристен Шаал     |
| Охранник лаборатории     | Николай Строилов |

## История создания
Кристофер Меледандри сообщил в июле 2010 года, что продолжение первой части мультфильма «Гадкий Я» находится в работе. Он предварительно запланирован к выпуску на 20 июня 2013 года. Миранда Косгрув (Miranda Cosgrove) 14 октября 2011 года указала в своем официальном Facebook и Twitter, что она записала голос для своей роли в мультфильме.
Первоначально Аль Пачино досталась роль Эдуардо, и он даже записал его фразы, но затем покинул проект из-за творческих разногласий. Вместо него роль получил Бенджамин Брэтт.
В апреле 2012 года, было подтверждено, что Стив Кэрелл, Расселл Бренд, Миранда Косгроув, Дана Гайер и Элси Фишер возвращаются в проект, чтобы продолжить озвучивать свои роли. Кристен Вииг, озвучивавшая Мисс Хэтти в первой части, во второй будет озвучивать Люси Уайльд, агента Анти-Злодейской Лиги (AVL), которое поручает Грю выследить и поймать мексиканского негодяя по имени Эдуардо, он же Эль Мачо. Стив Куган (Steve Coogan) также присоединился к работе над мультфильмом, чтобы записать партию Сайласа Найспопса, главы Анти-Злодейской Лиги.

## Кассовые сборы
Мультфильм очень хорошо окупился в прокате. Его сборы превысили оценки киноаналитиков. «Гадкий я 2» стал самым кассовым мультфильмом 2013 года, сместив с этого места мультфильм «Университет монстров», собрав чуть менее миллиарда долларов.

## Награды и номинации
Мультфильм, его режиссёры и актёры озвучивания были удостоены множества наград и номинаций. На 86-й церемонии вручения премии «Оскар» мультфильм был номинирован на две категории — «Лучший анимационный полнометражный фильм» и «Лучшая песня к фильму», однако не смог одержать победу ни в одной из них. На 71-й церемонии вручения премии «Золотой глобус» мультфильм был номинирован в категории «Лучший анимационный полнометражный фильм», однако не смог получить эту награду. На 41-й церемонии вручения премии «Энни», мультфильм был номинирован в десяти категориях, и победил только в одной из них — «Лучший анимационный телевизионный ролик». Картина также получила премию «Золотой трейлер» в двух категориях, Teen Choice Awards и много других наград и номинаций. Фаррелл Уильямс получил премию «Мировой саундтрек» в категории «Лучшая оригинальная песня, написанная специально для фильма» за песню «Happy», которая вошла в основной саундтрек мультфильма.

## Короткометражные мультфильмы
Как и в случае с первой частью, на Blu-ray и DVD к сиквелу прилагались три короткометражных мультфильма с участием персонажей:
- «Щенок» (англ. Puppy) — история дружбы миньона с инопланетной собакой-роботом;
- «Паника в отделе корреспонденции» (англ. Panic in the Mailroom) — на почте лопается ящик с PX-141, из-за чего один из миньонов частично заражается;
- «Страховочные колёса» (англ. Training Wheels) — миньоны строят для Агнес реактивный велосипед, благодаря которому она останавливает грабителя.

## Продолжение
Летом 2015 года вышел приквел и спин-офф серии мультфильмов «Гадкий я», повествующий о предыстории помощников Грю «Миньоны».
В декабре 2016 вышел трейлер сиквела второй части «Гадкий я 3».